# Hasley Canyon
Hasley Canyon es un lugar designado por el censo ubicado en el condado de Los Ángeles en el estado estadounidense de California. En el año 2010 tenía una población de 1.137 habitantes.

## Geografía
Hasley Canyon se encuentra ubicado en las coordenadas 34°28′54″N 118°40′0″O / 34.48167, -118.66667.